# 중부 프랑크어

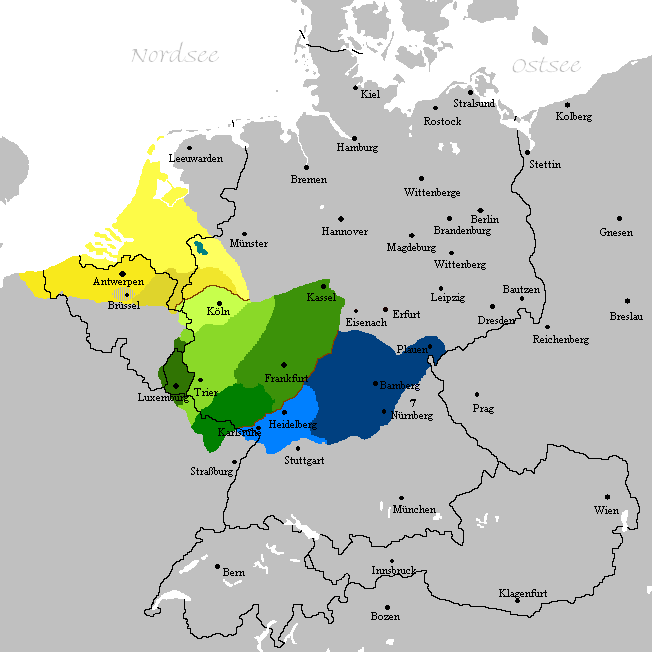
녹색 계통으로 표시된 것이 중부 프랑크 언어들

중부 프랑크어(독일어: Mittelfränkisch)는 서중부 독일어에 속하는 방언 분류로, 다음의 방언 연속체를 가리킨다.
- 리푸아리아어: 독일 노르트라인베스트팔렌주, 벨기에 동부, 네덜란드 림뷔르흐주 남동부 끝
- 모젤 프랑크어: 독일 라인란트팔츠주, 자를란트주, 벨기에 동부, 프랑스 로렌
  - 룩셈부르크어: 룩셈부르크 및 인접 지역

룩셈부르크어는 모젤 프랑크어와 독자적 분파로 여겨지기도 한다. 림뷔르흐어와 비슷하게, 중부 프랑크 언어들은 음운적으로 고저 악센트(pitch-accent)가 보인다. 예를 들어 리푸아리아어에서 zɛɪ (성조 1)는 "체", zɛɪ (성조 2)는 "그녀"를 의미한다.

## 같이 보기
- 중부 독일어